# Judith und Holofernes (Artemisia Gentileschi)
Judith und Holofernes ist ein Gemälde von Artemisia Gentileschi (1593–1654), das 1612–1613 entstand und sich heute im Museo di Capodimonte in Neapel befindet. Es entstand in der ersten Hälfte des 17. Jahrhunderts noch in Rom oder schon in Florenz und gilt als eines der bekanntesten Bilder der Malerin. Dargestellt ist die Enthauptung des schlafenden Holofernes durch Judith. Das Thema entstammt dem Buch Judith im Alten Testament der Bibel und galt als Exempel des vorbildlichen Tyrannenmordes. In den Anfängen der feministischen Kunstgeschichte wurde das Gemälde als eine Art visueller Rache wegen einer Vergewaltigung Artemisias durch den Maler Agostino Tassi, interpretiert und wird seither immer wieder in einer Reihe mit anderen Darstellungen starker Frauen von Artemisia Gentileschi eng auf Biographie und Persönlichkeit der Malerin bezogen.
Seit 2000 haben gründliche Analysen und historische Kontextualisierungen der Anzeige, die Artemisias Vater, der Maler Orazio Gentileschi, im Februar oder März 1612 gegen seinen engen Mitarbeiter Tassi wegen Vergewaltigung Artemisias erstattete, sowie der Akten des Ende 1612 stattgefundenen Vergewaltigungsprozesses jedoch Ungereimtheiten an diesem Fall aufgezeigt und die Möglichkeit nahegelegt, dass dieser sich auch ganz anders zugetragen haben kann. Eng verbunden mit dieser Neubewertung der Biographie demonstriert die neuere Forschung anstelle der fragwürdig gewordenen These, das Gemälde reflektiere eine Vergewaltigungserfahrung Artemisias, vor allem die innovative künstlerische und kommunikative Leistung Artemisia Gentileschis in diesem Gemälde.

## Provenienz
Der Standort des Gemäldes war unbekannt, bevor es 1827 in der Sammlung von Signora Saveria de Simone in Neapel erstmals dokumentiert wurde.

## Entstehung und Zweitfassung
Als sie Judith und Holofernes malte, war Artemisia Gentileschi etwa zwanzig Jahre alt. Zuvor hatte sie schon in den Gemälden Susanna und die Ältesten sowie Madonna mit Kind ihre Fähigkeit bewiesen, in Gestik und Mimik Gefühle darzustellen und in den Betrachtern des Bildes zu wecken.
Pentimenti, die durch Röntgenaufnahmen des Gemäldes dokumentiert sind, zeigen, dass Gentileschi die heutige Position etwa der Arme der Judith und der Draperie erst auf der Leinwand entwickelt hat. Damit ist gesichert, dass es sich bei dem Gemälde in Neapel um die Erstfassung handelt. Stilistisch lässt sich das Gemälde 1612 bis 1613 verorten, wobei unklar bleibt, ob es noch in Rom oder schon in Florenz entstanden ist, wohin Artemisia Gentileschi 1613 ging. Später wurde das Gemälde irgendwann am linken und am oberen Rand in einem nicht rekonstruierbaren Umfang beschnitten.
Eine wohl um 1620 und möglicherweise im Auftrag des Großherzogs der Toscana, Cosimo II. entstandene zweite Fassung des Bildes, die Artemisia Gentileschi vielleicht bald nach ihrer Abreise aus Florenz in Rom malte und von da nach Florenz sandte, befindet sich heute in den Uffizien in Florenz. Diese größer dimensionierte Fassung, die Artemisia stolz mit „EGO ARTEMITIA LOMI FEC.“ (Ich, Artemisia Lomi, habe es gemalt) signierte, zeigt das Motiv in einer nur geringfügig, aber – etwa in der Verschiebung des über die Bettkante fließenden Blutes zur neuen Bildmitte hin – subtil variierten Bildkomposition, die links und am oberen Bildrand – wohl auch über die ursprünglichen Maße der dort später eingekürzten Erstfassung hinaus – erweitert wurde. Ansonsten weicht das Gemälde am auffälligsten in den primärfarbigen Kleiderfarben der beiden Frauen von der Erstfassung ab. Statt des keuschen Blaus der Erstfassung trägt Judith nun ein in verführerischer Pracht goldgelb strahlendes Gewand, passend zu ihrem hier hinzukommenden Geschmeide, das kleine antike Gemmen mit mythologischen Figuren – vielleicht mit einer Darstellung der Artemis, der Namenspatronin Artemisias – trägt. Ihre Dienerin wird dagegen durch den Ersatz ihres bisher in Weinrot gehaltenen Gewandes in eines in dumpfem Blau noch deutlicher hinter Judith zurückgestuft. Zudem dramatisiert nun das nicht mehr aus der Wunde nur herausströmende, sondern hier im hohen Bogen herausspritzende Blut das Geschehen zusätzlich. Zur Steigerung des drastischen Realismus ließ Artemisia Gentileschi das emporschießende Blut in mehreren Strängen dabei nahezu ballistischen Parabelkurven folgen, wie es 1608 für die parabolische Flugbahn von Projektilen erstmals Galileo Galilei entdeckt hatte und 1630 publizieren sollte – der gleichzeitig mit Artemisia der Academia in Florenz angehörte und sich, wie sie 1635 in einem Brief an ihn festhält, bei Cosimo II. erfolgreich für ihre "ausgezeichnete Entlohnung" für diese Gemäldefassung einsetzte.
In einem weitere Gemälde von 1612 oder 1613, das sich heute im Palazzo Pitti in Florenz befindet, fokussierte Artemisia dieselbe Thematik auf einen anderen Augenblick: Judith und ihre Dienerin mit dem abgeschlagenen Haupt des Holofernes auf dem Weg zurück nach Betulien. In einem weiteren Gemälde von 1623 bis 1625, das im Detroit Institute of Arts gezeigt wird. zeigt sie, wie die Magd den am Boden liegenden Kopf des Holofernes in einen Sack packt: Judith und ihre Dienerin mit dem Haupt des Holofernes.

## Vorläufer
Judith und Holofernes ist ein in der Kunstgeschichte oft dargestelltes Sujet. Wie Artemisia Genitilleschi die Enthauptung des Holofernes im direkten Moment des Geschehens zu zeigen, ist allerdings ungewöhnlich. Die meisten Künstler, die das Thema dargestellt haben, wählten stattdessen einen Moment nach der Enthauptung oder die Flucht von Judith und ihrer Dienerin mit dem Kopf in ihr Lager.
Den Vorgang der Enthauptung selbst hatten zuvor nur Donatello mit seiner Plastik der Judith und Holofernes-Gruppe von um 1455, Caravaggio mit seinem Gemälde von 1598–1599, Adam Elsheimer mit einem Gemälde von 1601– 1603 und Peter Paul Rubens mit einem verschollenen Gemälde von 1609–1610 gewählt, für das sich eine Vorzeichnung erhalten hat, und das zudem in einem Kupferstich von Cornelis Galle überliefert ist.

## Motiv
Die Geschichte von Judith und Holofernes entstammt dem Buch Judit im Alten Testament. Durch List und Schmeichelei erlangt Judith dort das Vertrauen und die Begierde des Holofernes, des assyrischen Belagerers der jüdischen Stadt Betulia. Als dieser Judith bei einem Festmahl verführen will, wartet sie, bis er betrunken vom Wein einschläft, und schlägt ihm den Kopf ab:

„Dann ging sie zum Bettpfosten am Kopf des Holofernes und nahm von dort sein Schwert herab.7 Sie ging ganz nahe zu seinem Lager hin, ergriff sein Haar und sagte: Mach mich stark, Herr, du Gott Israels, am heutigen Tag!8 Und sie schlug zweimal mit ihrer ganzen Kraft auf seinen Nacken und hieb ihm den Kopf ab.“

Mit der Tat befreit die Judith in der biblischen Erzählung das Volk Israel heldenhaft von den Assyrern. Sie galt daher als Exempel des Tyrannemordes.
Donatellos Figurengruppe zeigt den „packenden“ Moment, in dem Judith zwischen den beiden Hieben, mit denen sie der alttestamentlichen Vorgabe nach Holofernes zunächst auf den Nacken schlug, zum zweiten Schlag weit ausholt. Dies entspricht ganz dem ersten Teil des Satzes, der die Tötung in der für den katholischen Bereich maßgeblichen Textquelle der Bibel, der Vulgata, beschreibt: „Et percussit bis in cervicem ejus, et abscidit caput ejus [...].“(Judith 13, 10, Vulgata 1593; wörtlich übersetzt: „Und sie schlug zweimal auf seinen Nacken/Hals, und schlug/schnitt seinen Kopf ab [...]“).
Dem folgen auch Elsheimers Gemälde und Rubens' Vorzeichnung. Beide lassen Judith den Schlag allerdings bereits nicht mehr auf den Nacken des auf dem Bauch liegenden Holofernes, sondern – der Übersetzungsmöglichkeit von „cervix“ nicht nur mit „Nacken“, sondern auch mit „Hals“ den Vorrang gebend – gegen die Kehle des auf dem Rücken Liegenden ausführen. Caravaggios Darstellung des Themas und die durch einen Kupferstich überlieferte Fassung, die Rubens dem Thema gegeben hat, zeigen dagegen, wie Judith – entsprechend dem zweiten Teil des Satzes und der Möglichkeit, „abscidere“ nicht mit „schlagen“, sondern mit „schneiden“ zu übersetzen, – einen Schnitt durch die Kehle des Holofernes führt „[...] et abscidit caput ejus [...]“ (wörtlich übersetzt: „Und sie [...] schlug/schnitt seinen Kopf ab [...]“).
Auch Artemisia Gentileschis Darstellung ist also durchaus bibelgetreu. Von der alttestamentlichen Vorlage weicht das Gemälde allerdings ebenso wie vor ihr Caravaggios' und Rubens' Gemälde darin ab, dass sie auch die Dienerin, die der Bibel nach vor dem Zelt warten sollte, bei der Tötung des Holofernes im Zelt anwesend sein lässt.

## Interpretation
Von den breiten Blutspritzern bis hin zur Energie der beiden Frauen beim Kopfabschneiden zeigt das Gemälde den Mord mit aller Körperlichkeit in seiner ganzen „schonungslosen Realität“. Für ihre Tat, in der sie den ihnen an körperlicher Kraft eigentlich weit überlegenen Feldherrn töten, haben beide Frauen die Ärmel hochgekrempelt. Besonders die Gewalt, mit der Judith zur Verstärkung ihrer Kraft ein Knie auf das Bett gesetzt hat und nun mit ihrer zur Faust geballten linken Hand den großen Kopf an einem Haarbüschel packt und auf das Bett niederdrückt, sowie der Kontrast zwischen dem Gesicht der Magd, die den Oberkörper des Mannes mit zwei Armen niederdrückt, und gleich daneben der übergroßen, muskulösen Faust des im Schlaf überraschten, nun verzweifelt um sein Leben kämpfenden aber mit gebrochenem Blick und einem nur noch leicht geöffneten Mund schon kollabierenden Holofernes unterstreichen die Brutalität des Kampfes. Unterstrichen wird die Vehemenz und Dramatik durch das von Artemisia Gentileschi souverän beherrschte dramatische Helldunkel mit dem von links eintreffenden Schlaglicht vor dunklem Hintergrund, das sie von ihrem Vater, Orazio Gentileschi, aus der Schule Caravaggios übernommen hat, aber zur Konstruktion eines einheitlichen Lichtraums noch besser zu nutzen weiß.
In der drastischen Darstellung des Geschehens hat man in der feministischen Kunstgeschichte lange vor allem eine künstlerische Aufarbeitung einer eigenen Gewalterfahrung der Artemisia Gentileschi gesehen. Artemisia soll als junge Frau von einem Gehilfen ihres Vaters, Agostino Tassi, vergewaltigt worden sein. In dem folgenden Gerichtsprozess wurde Tassi zu mehreren Monaten Haft verurteilt. Artemisia aber, so diese Interpretation, habe danach wegen der mit der Vergewaltigung verbundenen sozialen Schande Rom verlassen müssen. Das gesamte Bild sei als – direkter oder sublimierter – Ausdruck und als Reaktion auf diese Erfahrungen entstanden. Auf diese Ereignisse sollten diesem Interpretationsansatz nach die auf dem Gesicht der Judith dargestellten Emotionen hinweisen, die zwischen Abscheu und Entschlossenheit zur Tat schwanken. Die Anwesenheit der Dienerin und ihre aktive Beteiligung an dem Mord wird dabei als Ausdruck für die Sehnsucht der Artemisia Gentileschi nach weiblicher Solidarität gedeutet, die ihr eine Zeugin im Vergewaltigungsprozess entzogen habe. Die schneidende Bewegung der rechten Hand Judiths verstärke den Moment und soll demnach eine Reflexion des eigenen vorherigen Schicksals der Malerin sein.
Seit Elisabeth Storr Cohens sozial- und rechtshistorische Neubewertung der Quellen aus dem Jahr 2000 gelten dieser und ähnliche populär gewordene Zugänge zu Artemisia Gentileschis Leben und Werk als anchronistisch und widerlegt. Kritisiert wurde dabei besonders, daß diese Interpretation Person und Werk einer sexualisierten Fokussierung unterworfen und ihre Bilder auf die Funktion eingekleideter Selbstporträts reduziert habe. In der neueren kunsthistorischen Forschung wird Artemisia Gentileschis Gemälde Judith und Holofernes dagegen vor allem in seiner künstlerischen und konzeptionellen Innovativität als origineller, souveräner Beitrag zur künstlerisch und standespolitisch überzeugenden Selbstpositionierung einer jungen Künstlerin in einem von männlicher Konkurrenz dominierten Milieu gewürdigt. Artemisia habe hierzu von Caravaggios Gemälde die dezentrale Position Judiths in der Komposition, die Beteiligung der Dienerin, die Drastik des Momenthaften, den Blutstrom auf das weiße Laken und die Haltung des Schwertes in der rechten Hand übernommen, deren Verrenkung nicht der Handlungslogik folgt, und sich auch auf Rubens' verschollenes Gemälde bezogen. Artemisia greife all dies aber nur auf, um Caravaggio und die anderen Vorläufer in ihrem eigenen Feld zu übertreffen. Hierzu habe sie Caravaggios episches Quer- ins konzentrierte Hochformat gewendet (wobei man allerdings in Rechnung stellen muss, dass das Gemälde in nicht mehr rekonstruierbarem Umfang links und oben beschnitten wurde) die Figuren, monumentalisierend und den Präsenzeindruck steigernd, bis an die Bildränder und darüber hinaus gedrängt und deren Haltungen und Taten in einer hochkomplexen Komposition verschachtelt, die sichtlich weit spannender und vielschichtiger ist als die Caravaggios. Innovativ habe sie etwa die Position aller Figuren wirkungsvoll gegen die formatbedingten Bildachsen verschoben und alle Bewegungen in der kraftvollen Rotationsbewegung einer einheitlichen Gesamthandlung dynamisiert. Besonders die Konzentration auf die unkonventionell muskulösen Arme und die expressiv bewegten Hände der Frauen habe Gentileschi hier als Markenzeichen ihrer Kunst etabliert.
Vermutlich kam der Impuls dazu für Artemisia aus der Bibellektüre selbst, wo die Macht der Hand Judiths als Hand einer Frau gleich dreimal betont wird: Unmittelbar vor ihrer Tat bittet Judith zu Gott, gnädig auf das herabzublicken, „was meine Hände zur Verherrlichung Jerusalems tun werden“ (Judith 13,4); nach ihrer Rückkehr nach Betulia rief sie zum Lob Gottes auf, der „in dieser Nacht unsere Feinde durch meine Hand vernichtend getroffen“ hat (13, 14 ), und erklärt, als sie den abgeschlagenen Kopf vorzeigt, dass Gott Holofernes „durch die Hand einer Frau erschlagen“ hat (13,15).
Einen besonders subtilen Kunstgriff Artemisias sieht dieser Interpretationsansatz in dem explizit inszenierten Kontrast zwischen der wehleidigen Mimik des Holofernes und der unerbittlichen Emotionslosigkeit der beiden Frauen bei ihrer Tat. So konzentriere sich die gesamte Empathie des Betrachters auf Holofernes. Damit aber werde der Betrachter in seiner Erwartung enttäuscht, eine moralisch eindeutig zu bewertende Szene vorgeführt zu bekommen. Vielmehr werde er auf sich selbst zurückgeworfen und gezwungen, in einen vielschichtigen Dialog mit dem Bild und den vielfältigen und kontroversen Deutungsmöglichkeiten zu treten, die mit dem biblischen Thema selbst immer schon verbunden waren. Während etwa Bilderserien der Epoche, in denen Judith oft vorkommt, entweder nur misogyn vor der moralischen Verwerflichkeit der Weiberlist/Weibermacht von Donne crudele (grausamen Frauen) warnten oder aber Frauen (im Kern nicht minder misogyn) nur als Tugendexempel der mulieres fortes/femmes fortes (starke Frauen) lobten und sie typologisch mit Maria und deren Opfertat analogisierten (worauf in Artemisias Gemälde das blaue Gewand der Judith verweise), habe Artemisia so den Betrachter zum Wahrnehmen, Durchspielen und Aushalten der Kontroverse zwischen solchen Werturteilen provoziert. Ganz konkret leiste Artemisia damit auch einen eigenständigen Beitrag zu der damals am Exempel der Judith ausgetragenen Streit, ob Christen ein Tyrannenmord, wie Judith ihn hier vorführt, ethisch erlaubt sei oder nicht.
Diese Würdigung der künstlerischen und bildkommunikativen Innovation Artemisias führt schließlich auch zur Würdigung der kunstbiographischen Fähigkeit Artemisias zur souveränen Selbstbehauptung in einem von Männern geprägten Milieu. Dies ermöglicht auch eine Neubewertung des von Artemisias Vater angestrengten Prozess gegen ihren Vergewaltiger, der angesichts des Interesses der Gesellschaft an Skandalen „nachweislich ihrer Laufbahn und dem Erfolg des Bildes nicht geschadet [hat], im Gegenteil.“ Denn Artemisias Vergewaltigungsprozess und ihr Weggang von Rom nach Florenz bedeutete keinesfalls ihren sozialen Niedergang, sondern eröffnete ihr im Gegenteil Zugang zu hoher gesellschaftlicher Autonomie und künstlerischer Anerkennung. Noch während des Prozesses schloss ihr Vater Orazio Gentileschi für sie und gewiss ganz in ihrem Sinne im August 1612 einen für die Zeit eher ungewöhnlichen Ehevertrag mit dem in Florenz ansässigen Maler Antonio di Vicenzo Stiattesi und dessen Vater, der Artemisia die vollständige Kontrolle über die Finanzen ihres künftigen Ehemanns zusprach und ihr zudem Anspruch auf das Bürgerrecht von Florenz zuschrieb. Damit gehörte der Ehevertrag sichtlich zur Strategie Artemisias und ihres Vaters, ihr Unabhängigkeit für eine eigenständige Karriere zu verschaffen und sie in Florenz vielleicht sogar als Hofmalerin des Großherzog der Toscana zu installieren. Ablesen lässt sich diese Strategie in einem kurz zuvor am 6. Juli 1612 an Christine von Lothringen, die Mutter des Großherzogs der Toskana Cosimo II. de’ Medici, gesandten Bittbrief Orazio Gentileschis. Um die Medici als Mäzene für Artemisia zu gewinnen, lobte Orazio dort nicht nur das Talent seiner Tochter für die Malerei, sondern berief sich ausdrücklich auch auf den Skandal um deren Vergewaltigung. Er bat um Unterstützung bei der Durchsetzung von Tassis Bestrafung und erläuterte, dass Tassi seine Tochter verführt habe, indem er ihr versprach, sie nach Florenz zu bringen und dem Großherzog der Medici vorzustellen. Diese Verführung sei Tassi nur gelungen, da er, Orazio, in seiner Tochter zuvor schon den Wunsch, nach Florenz zu gehen, geweckt habe, indem er ihr von der Rolle seines eigenen Vaters, des Florentiner Goldschmieds Giovanbattista Lomi, als Hofjuwelier Cosimos I. de’ Medici erzählt habe. So wendet der Bittbrief die Vergewaltigungsanzeige und den Skandalprozess zu Karriereargumenten um. Dass Artemisia Gentileschis erstes Gemälde von 1612 oder wenig später mit dieser Strategie abgestimmt war und in Florenz bekannt gemacht worden sein muss, wird auch dadurch wahrscheinlich, dass der Großherzog vor ihrem Abschied aus Florenz bei ihr eine zweite Fassung des Themas bestellte, das sie 1620 malte, während sie die erste Fassung bei sich behielt, als sie 1620 zunächst nach Rom und über mehrere Stationen dann 1630 nach Neapel ging, wo sich dieses Gemälde noch heute befindet. In Florenz erhielt Artemisia Gentileschi tatsächlich schon bald prominente Aufträge auch von den Medici und wurde schon 1616 als erste Frau sogar in die Accademia dell‘arte del Disegno in Florenz aufgenommen.

## Trivia
- Judith Holofernes ist der Künstlername der Frontfrau der deutschen Pop-Rock-Band Wir sind Helden.
- Das Gemälde findet in dem Mystery-Thriller The Awakening (2011) Erwähnung, wo es in der Eingangshalle eines Internats hängt.

## Belege
1. 1 2  Elisabeth Storr Cohen: The trials of Artemisia Gentileschi. A rape as history. In: The Sixteenth Century Journal. Band 31, Nr. 1, 2000, S. 47–75.
2. 1 2 3 4  Susanna Partsch: Artemisia Gentileschi – Kämpferische Barockmalerin, kompromisslose Geschäftsfrau, Künstlerin zwischen Florenz und Rom. Die Biografie. Molden, Wien / Graz 2023, ISBN 978-3-222-15080-7, S. 45–55, 91–97.
3. 1 2 3  R. Ward Bissell: Artemisia Gentileschi – A New Documented Chronology. In: The Art Bulletin. Band 50, Nr. 2, 1968, S. 153–168.
4. 1 2 3 4 5 6 7 8 9 10 11 12 13 14 15 16  Keith Christiansen und Judith W. Mann: Orazio and Artemisia Gentileschi. Ausst.-Kat. Museo del Palazzo di Venezia, Rom, 15. Oktober 2001 – 6. Januar 2002, u. a., S. 308–311, Nr. 55; S. 347–350, Nr. 62. Abgerufen am 12. Januar 2024.
5. 1 2  Mary Garrard: Artemisia Gentileschi. The image of the female hero in Italian Baroque Art. Princeton University Press, Princeton, New Jersey 1989, ISBN 0-691-04050-8, S. 290.
6. 1 2  Eva Straussman-Pflanzer: Violence and Virtue. Artemisia Gentileschi's Judith Slaying Holofernes. The Art Institute of Chicago, Chicago, Illinois 2013, ISBN 978-0-300-18679-6, S. 1–38.
7. ↑  David Topper und Cynthia Gillis: Trajectories of Blood. Artemisia Gentileschi and Galileo’s Parabolic Path. In: Woman’s Art Journal. Band 17, Nr. 1, 1996, S. 10–13.
8. 1 2 3 4 5 6 7 8 9 10 11  Carsten-Peter Warncke: Starke Frauen – starke Gefühle. Zur Darstellung weiblicher Leidenschaft in der Bildenden Kunst des Barock. In: Johann Anselm Steiger (Hrsg.): Passion, Affekt und Leidenschaft in der Frühen Neuzeit. Band 1. Wiesbaden 2005 (= Wolfenbütteler Arbeiten zur Barockforschung. Band 43), S. 11–38, hier S. 22–26.
9. ↑  Max Semrau: Die Kunst der Renaissance in Italien und im Norden. S. 125.
10. ↑  Biblia sacra vulgatae editionis Sixti quinti pont. max. Typographia Apostolica Vaticana, Rom 1593, S. 421R. Abgerufen am 12. Januar 2024.
11. 1 2 3 4  Patrick de Rynck: Die Kunst Bilder zu lesen – Die Alten Meister entschlüsseln und verstehen. Parthas Verlag, Berlin 2005, ISBN 3-86601-695-6, S. 248 f.
12. ↑  Christiane Stukenbrock, Barbara Töpper: 1000 Meisterwerke der Malerei. Tandem Verlag, Sonderausgabe h.f.ullmann, 2005. ISBN 978-3-8331-6172-8, S. 367.
13. ↑  Clovis Whitfield und Jane Martineau [Hrsg.]: Painting in Naples 1606 - 1705. From Caravaggio to Giordano. Ausst.-Kat. Royal Academy of Arts, 2. Oktober – 12. Dezember 1982. Weidenfeld and Nicolson, London 1982, ISBN 0-297-78189-8, S. 168.
14. ↑  Griselda Pollock: Rezension von: Mary D. Garrard, Artemisia Gentileschi. The Image of the Female Hero in Italian Baroque Art. In: The Art Bulletin. Band 72, Nr. 3, 1990, S. 499–505.
15. 1 2  Mieke Bal (Hrsg.): The Artemisia Files. Artemisia Gentileschi for Feminists and Other Thinking People. University of Chicago Press, Chicago u. a. 2005, abgerufen am 12. Januar 2024.
16. ↑  Christine Tauber: Judith, mach deinen Abschnitt. Racheakt des Opfers? Rationale Tat der Heldin – und der Malerin. Das vermeintliche Trauma der Artemisia Gentileschi als Exempel feministischer Fehldeutung. In: Frankfurter Allgemeine Zeitung. Geisteswissenschaften. 23. August 2017, S. N3.
17. 1 2 3 4  Sheila Barker: A New Document Concerning Artemisia Gentileschi's Marriage. The Burlington Magazine. Band 156, 2014, S. 803 f. academia.edu, abgerufen am 12. Januar 2014 (englisch).
18. ↑  Luca Bortolotti: Lomi (Gentileschi), Artemisia. In: Dizionario Biografico degli Italiani. Band 65, 2005. Abgerufen am 12. Januar 2024.